# Biblia Hebraica Stuttgartensia
Biblia Hebraica Stuttgartensia (BHS) är den tryckta utgåvan av den hebreiska texten till Gamla Testamentet, som blev färdig 1977. Den ersatte då den tidigare Biblia Hebraica, ed 3 (BH3) från 1937, som dittills varit standardtexten för vetenskapligt arbete med den hebreiska texten. Sedan 2004 pågår utgivningen av ytterligare en utgåva av den hebreiska texten med förbättrade möjligheter till informationer om textmässiga varianter m m. Denna nya utgåva kallas Biblia Hebaica Quinta (BHQ). Namnet anger att det är den femte trycka utgåvan sedan Rudolf Kittel 1906 publicerade första utgåvan av Biblia Hebraica (BK). Han grundande sin utgåva på en 1525 tryckt text. En stor förändring skedde i och med den tredje editionen av Biblia Hebraica (BK3). Fr o m den upplagan av Biblia Hebraica användes nu som grundtext den hittills äldsta kända handskriften med hela Gamla Testamentet, Codex Leningradensis från år 1008. De olika utgåvorna av Biblia Hebraica är grunden för allt vetenskapligt arbetet med att försöka fastställa innebörden av texten. Den är även grunden för de flesta som arbetar med att översätta Gamla Testamentet till moderna språk.

## Böckernas ordningsföljd
Ordningen av böckerna följer normalt kodexen, även när det gäller Ketuvim, där ordningen kan skilja sig något från den mest vanliga i tryckta hebreiska biblar. Sålunda följer Job efter Psaltaren och före Ordspråksboken, och "de fem rullarna" är placerade i ordningen: Ruts bok, Höga visan, Predikaren, Klagovisorna, och Esters bok. Den enda skillnaden handlar egentligen om Krönikeböckerna.
Den hebreiska kanon brukar betecknas som TaNaK, vilket är en förkortning för de olika kategoriernas hebreiska namn.
- Torah – Lagen
- Nevi'im – Profeterna
- Ketuvim – Skrifterna

## Torah – Lagen
1. Genesis [בראשית / Breishit] (Svensk översättning: "I början")
2. Exodus [שמות / Shmot] (Svensk översättning: "Namn")
3. Leviticus [ויקרא / Vayikra] (Svensk översättning: "Och Han kallade")
4. Numeri [במדבר / Bamidbar] (Svensk översättning: "I vildmarken")
5. Deuteronomium [דברים / D'varim] (Svensk översättning: "Orden")

## Nevi'im – Profeterna
1. Josua [יהושע / Y'hoshua]
2. Domarboken [שופטים / Shophtim]
3. Första Samuelsboken och Andra Samuelsboken(I & II) [שמואל / Sh'muel]
4. Kungaböckerna (I & II) [מלכים / M'lakhim]
5. Jesaja [ישעיה / Y'shayahu]
6. Jeremia [ירמיה / Yir'mi'yahu]
7. Hesekiel [יחזקאל / Y'khezqel]
8. De tolv profeterna [תרי עשר]
a. Hosea [הושע / Hoshea]
b. Joel [יואל / Yo'el]
c. Amos [עמוס / Amos]
d. Obadja [עובדיה / Ovadyah]
e. Jona [יונה / Yonah]
f. Mika [מיכה / Mikhah]
g. Nahum [נחום / Nakhum]
h. Habackuk [חבקוק /Havakuk]
i. Sefanja [צפניה / Ts'phanyah]
j. Haggaj [חגי / Khagai]
k. Sakarja [זכריה / Z'kharyah]
l. Malaki [מלאכי / Mal'akhi]

## Ketuvim – Skrifterna
"Sanningens böcker"
1. Psaltaren [תהלים / Tehilim]
2. Job [איוב / Iyov]
3. Ordspråksboken [משלי / Mishlei]

"De fem rullarna":
1. Ruts bok [רות / Rut]
2. Höga visan [שיר השירים / Shir Hashirim]
3. Predikaren [קהלת / Kohelet]
4. Klagovisorna [איכה / Eikhah]
5. Ester [אסתר / Esther]

Resten av "Skrifterna":
1. Daniel [דניאל / Dani'el]
2. Esra-Nehemja [עזרא ונחמיה / Ezra v'Nekhemia]
3. Krönikeböckerna (I & II) [דברי הימים / Divrei Hayamim]